# Just One
Just One è un party game cooperativo di Ludovic Roudy e Bruno Sautter pubblicato da Repos Production nel 2018. 
Nel 2019 ha vinto il premio Spiel des Jahres come miglior gioco da tavolo dell'anno.

## Il gioco
In ogni round tutti i giocatori tranne uno sono a conoscenza di una determinata parola, scelta a caso; ciascuno di loro deve scrivere in segreto una sola parola collegata a questa. Quando tutti hanno scritto la propria, tutte le parole scritte sono confrontate tra loro e quelle uguali si scartano. Quelle rimaste vengono mostrate al giocatore di turno che, tramite queste, deve indovinare la parola iniziale associata alle parole scritte. 
Il gioco si svolge su 13 round: in ogni round se la parola è stata indovinata dal giocatore di turno, fa guadagnare un punto mentre se è stata sbagliata fa perdere un punto, quindi tutti i giocatori cercheranno di fare il massimo punteggio possibile (13 se vengono indovinate tutte le parole). Una partita è molto veloce: tipicamente dura circa 20 minuti. 

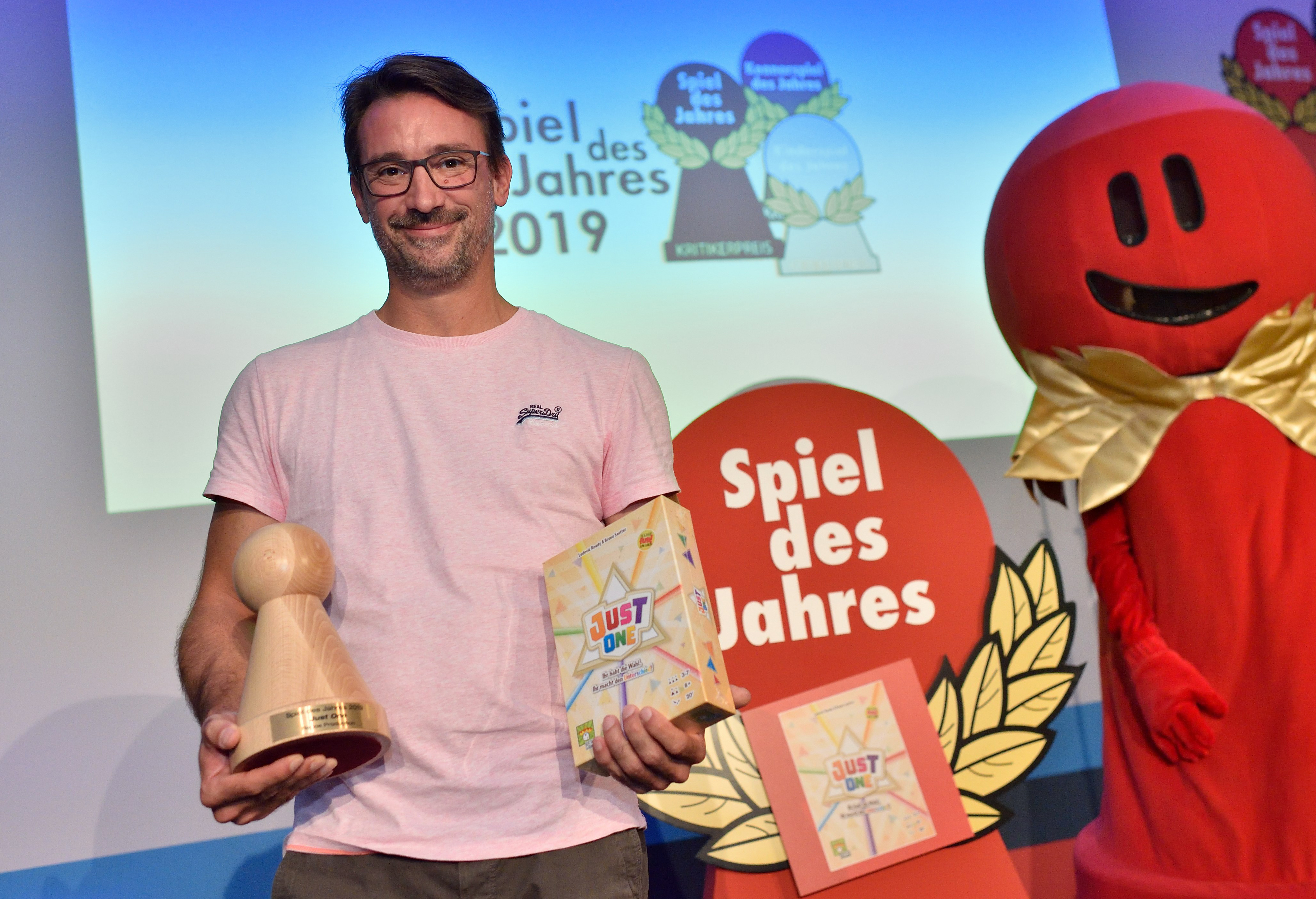
Bruno Sautter, uno degli autori del gioco, con il premio Spiel des Jares 2019.

## Premi e riconoscimenti
Il gioco ha vinto i seguenti premi: 
- 2019 - Spiel Des Jahres: gioco vincitore
- 2019 - Deutscher Spiele Preis: 9º classificato